# Passionshistorien

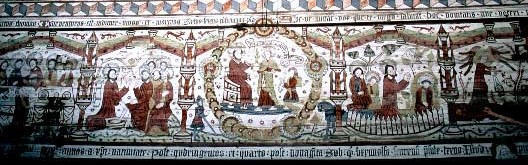
Scener som beskriver Passionshistorien. Målning av Mäster Amund, sent 1400-tal, från den numera nedbrända Södra Råda kyrka.

Passionshistorien (av latin passio "lidande") är berättelsen om Jesu lidande och död i de fyra evangelierna och omfattar tillfångatagandet i Getsemane, förhöret inför Stora rådet, Pilatus dom, gisslandet, törnekröningen, Golgotavandringen, korsfästelsen, döden och gravläggningen.
Föremålen som förekommer i berättelsen kallas Arma Christi eller passionsredskapen. Dessa har fått mytisk laddning och flera påstås ha upphittats och vördas som reliker. Korsvägsandaktens fjorton stationer beskriver i bilder delar av passionshistorien. Stationerna är ofta avbildade i framför allt katolska kyrkor. Det har varit sed i Svenska kyrkan att man hållit passionspredikningar över denna under hela fastetiden. Numera är det vanligt man koncentrerar läsningen till Stilla veckan, men även gällande evangeliebok innehåller sex veckors läsningar, uppdelade på fyra serier. Tidigare (fram till 1983) använde man en evangelieharmoni, sammanställd av reformatorn Johannes Bugenhagen.